# Hellmonsödt
Hellmonsödt település Ausztriában, Felső-Ausztria tartományban, az Urfahrkörnyéki járásban. Tengerszint feletti magassága 825 méter, területe 18,08 km².

## Elhelyezkedése
Hellmonsödt Sonnberg im Mühlkreis, Reichenau im Mühlkreis, Haibach im Mühlkreis, Alberndorf in der Riedmark, Altenberg bei Linz és Kirchschlag bei Linz településekkel határos.

## Népesség
| 2016 | 2 251 |
| 2018 | 2 303 |